# Koszmosz–803
A Koszmosz–803 (oroszul: Космос–803) szovjet DSZ–P1–M típusú célműhold.

## Küldetés
Kijelölt pályán mozogva imitálta egy ballisztikus rakéta támadását, ezzel segítve a rádiólokátoros felderítést. Biztosította a légvédelem szerves egységeinek (irányítás, riasztás, imitált elfogás, gyakorló megsemmisítés) összehangolt működését.

## Jellemzői
Az ISZ típusú elfogó vadászműholdak teszteléséhez a dnyipropetrovszki OKB–586 (Juzsnoje) tervezőirodában kifejlesztett űregység. Üzemeltetője a moszkvai Honvédelmi Minisztérium (oroszul: Министерство обороны – MO).
Megnevezései: COSPAR: 1976-014A; SATCAT kódja: 8688.
1976. február 26-án a Pleszeck űrrepülőtérről, a LC–132/2 indítóállásából egy Koszmosz–3M (11K65M 53731-286) típusú hordozórakétával juttatták (LEO = Low-Earth Orbit) alacsony Föld körüli pályára. Az orbitális egység pályája 96,39 perces, 65,85 fokos hajlásszögű, elliptikus pálya perigeuma 554 kilométer, apogeuma 618 kilométer volt.
A második generációs ASAT űregységek tesztműholdja. Teljes vizsgálati tesztsorozat végrehajtása az 1978-as ABM szerződés aláírásáig. Könnyű célobjektum, kisebb hordozórakéta, gazdaságosabb üzemeltetés, manőverező képesség. Formája hengeres, hasznos tömege 650 kilogramm. Manőverezőképes űreszköz.
Az 1976. február 16-án pályára állított Koszmosz–804-es védővadász műhold önrávezető berendezésével nem tudta megsemmisíthető távolságra megközelíteni. Az 1996. április 13-án indított Koszmosz–814-es védővadász műhold az 1 kilométeres megsemmisítő távolságot elérte, de a SALT–I szerződés miatt nem hajtott végre önmegsemmisítést.